# Atalaya multiflora
Atalaya multiflora är en kinesträdsväxtart som beskrevs av George Bentham. Atalaya multiflora ingår i släktet Atalaya och familjen kinesträdsväxter. Inga underarter finns listade i Catalogue of Life.